# 34138 Фрассо Сабіно
34138 Фрассо Сабіно (34138 Frasso Sabino) — астероїд головного поясу, відкритий 25 серпня 2000 року.
Тіссеранів параметр щодо Юпітера — 3,338.